# Dave Connor
David Richard „Dave“ Connor (* 27. Oktober 1945 in Wythenshawe) ist ein ehemaliger englischer Fußballspieler. Als vielseitig einsetzbarer Abwehr- und Mittelfeldspieler gewann er 1968 mit Manchester City die englische Meisterschaft, konnte sich jedoch trotz seiner fast zehnjährigen Zugehörigkeit zum Verein nie dauerhaft als Stammspieler empfehlen.

## Sportlicher Werdegang
Der 1945 in Wythenshawe bei Manchester geborene Connor war als linker Flügelspieler Teil der erfolgreichen Jugendmannschaft von Manchester City zu Beginn der 1960er-Jahre. Auf dieser Position debütierte der „Linksfuß“ zum Auftakt der Saison 1964/65 gegen Charlton Athletic (1:2) auch im Profiteam, das zu diesem Zeitpunkt in der zweitklassigen Second Division aktiv war. In dieser Spielzeit kam Connor auf insgesamt 24 Ligaeinsätze, wobei er zum Ende hin mehr auf der rechten Außenbahn auswich. Dabei gelangen ihm drei Tore, darunter ein Treffer zum 4:3-Sieg gegen seinen späteren Arbeitgeber Preston North End. Als zur folgenden Saison 1965/66 mit Joe Mercer und seinem Assistenten Malcolm Allison ein neues Trainergespann zu den „Citizens“ stieß, blieb Connor zunächst weiter eine feste Größe in der Mannschaft, übernahm dabei jedoch zunehmend die Rolle als Aushilfsspieler, der verschiedene vakante Positionen einzunehmen hatte. Dadurch empfahl er sich nie nachhaltig als Stammspieler und nach dem Aufstieg 1966 verschlechterte sich seine sportliche Perspektive sukzessive.
Als Manchester City 1968 die englische Meisterschaft gewann, steuerte Connor zum Erfolg dreizehn Ligaeinsätze und ein Tor bei. Dabei nahm er immer häufiger defensivere Aufgaben wahr und agierte diesbezüglich auch als reiner „Manndecker“. In dieser Funktion fiel er besonders positiv im FA-Cup-Halbfinale 1969 gegen den FC Everton auf, in dem er Alan Ball neutralisierte und mithalf, mit einem 1:0 ins Endspiel einzuziehen – dort saß er beim 1:0-Sieg gegen Leicester City nur auf der Ersatzbank. Ebenso wenig war er bei den beiden anschließenden Finalerfolgen 1970 im Europapokal der Pokalsieger (2:1 gegen Górnik Zabrze und Ligapokal (2:1 gegen West Bromwich Albion) vertreten und nach gerade einmal 29 Ligaeinsätzen in zweieinhalb Jahren ab der Saison 1969/70 wechselte er gemeinsam mit Neil Young Ende Januar 1972 zum Zweitligisten Preston North End. Sein letztes Pflichtspiel für Manchester City hatte er mehr als drei Monate zuvor im Oktober 1971 als Linksverteidiger gegen den FC Everton (1:0) bestritten.
Connor absolvierte 29 Meisterschaftsspiele für „PNE“, bevor er während der Saison 1974/75 zu Manchester City zurückkehrte. Dort kam er jedoch nur noch in der Reservemannschaft zum Zuge, bevor er die aktive Profikarriere auslaufen ließ. Anschließend siedelte Connor ins Trainerfach über, wo er im Amateurbereich Macclesfield Town betreute. Den verschiedenen Blessuren während der Profilaufbahn musste er später Tribut zollen, als ihm auf beiden Seiten künstliche Hüftgelenke eingesetzt wurden.

## Titel/Auszeichnungen
- Englische Meisterschaft (1): 1968
- Englischer Pokal (1): 1969 (ohne Finaleinsatz)
- Charity Shield (1): 1968